# Alphonse Briart

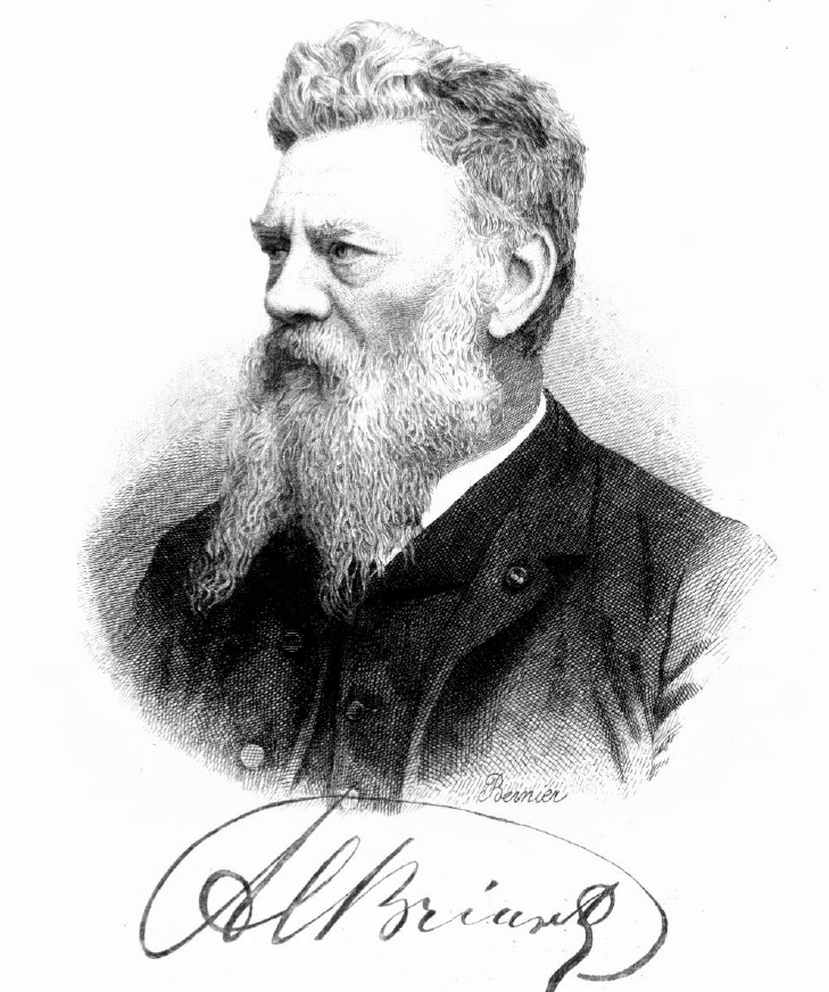
Alphonse Briart (1825–1898).

Alphonse Briart (* 25. Februar 1825 in Chapelle-lez-Herlaimont, Königreich der Vereinigten Niederlande; † 15. März 1898 in Mons, Belgien) war ein belgischer Geologe.

## Biografie
Alphonse Briart wurde als Sohn eines Militärchirurgen geboren. Er studierte an der École des Mines de Mons und schloss sein Studium 1844 als Ingenieur ab. Den größten Teil seiner Karriere arbeitete er für das Kohleunternehmen Mariemont & Bascoup. 1868 wurde er zum Chefingenieur des Unternehmens ernannt und 1888 zum Präsidenten des Unternehmens. Er heiratete 1855 Élise Deltenre.
Seine erste geologische Veröffentlichung in Zusammenarbeit mit François-Léopold Cornet wurde 1863 veröffentlicht. 1866 erhielten beide die Goldmedaille der Société des sciences, arts et lettres du Hainaut für einen Artikel über das Kreidegelände des Hennegaus.
1867 übernahmen Cornet und Briart zusammen mit Auguste Houzeau de Lehaie die Ausgrabung der neolithischen Feuersteinminen bei Spiennes und Mesvin während des Baus der Eisenbahnlinie zwischen Mons und Charleroi. Die Ergebnisse wurden auf dem Internationalen Kongress für Prähistorie 1872 in Brüssel vorgestellt. Im Jahr 1899 erwarb die Bergbauschule Hennegau die paläontologische Fossiliensammlung von Briart und Cornet aus dem Kreidekalkmassiv des Hennegaus und aus Mons.
Cornet und Briart veröffentlichten zahlreiche weitere geologische Artikel, insbesondere in den Bulletins der Société géologique de Belgique, die Briart 1871 mit begründete. Weitere Artikel wurden bei der Société géologique du Nord und der Société géologique de France publiziert.
Briart wurde 1867 korrespondierendes Mitglied der Königlichen Akademie von Belgien und 1874 ordentliches Mitglied. 1889 wurde er Leiter der naturwissenschaftlichen Abteilung.
1895 unternahm er eine geologische Expedition nach Chile.
1897 wurde er zum Kommandeur des belgischen Leopoldordens ernannt.
Er starb am 1898 in Morlanwelz. Die paläontologische Sammlung wurde von der École des Mines de Mons erworben.

## Veröffentlichungen (Auswahl)
- zusammen mit François-Léopold Cornet & Auguste Houzeau de Lehaie: Rapport sur les découvertes géologiques et archéologiques faites à Spiennes en 1867. SSALH, Band III, Nr. 2. 1867. S. 38.
- zusammen mit François-Léopold Cornet: Descriptions des fossiles du calcaire grossier de Mons (3e partie, supplément aux deux premières parties). 1882.
- zusammen mit François-Léopold Cornet: Description des fossiles du calcaire grossier de Mons (4e partie: Gastéropodes). 1889.